# Сгибнево
Сгибнево́ — упразднённое село в Сковородинском районе Амурской области, Россия. Исключено из учётных данных в 1977 году.

## География
Село Сгибнево было расположено в некотором отдалении от левого берега реки Амур ниже впадения в неё реки Уруша, на расстоянии примерно 26 километров (по прямой) к востоку от села Игнашино.

## История
Посёлок Сгибневский был основан в 1857 году, казаками с Аргуни. Назван в честь А. С. Сгибнева, командовавшего кораблем «Аргунь» во время Амурской экспедиции 1854 года. Изначально располагался непосредственно на берегу Амура, после наводнения 1872 года был перенесен севернее. В 1870 году в посёлке было 15 дворов и проживал 81 человек. В 1891 году посёлок состоял из 12 дворов и 70 жителей. Основное занятие населения: земледелие, извоз, охота и заготовка дров для пароходов.
По данным 1926 года в Сгибнево имелось 30 хозяйств (21 крестьянского типа и 9 прочих) и проживало 153 человек (80 мужчин и 73 женщины). В национальном составе населения преобладали русские. В административном являлось центром Сгибневского сельсовета Рухловского района Зейского округа Дальневосточного края.
Решением Амурского исполкома от 30 декабря 1977 года № 522, село Сгибнево исключено из учётных данных как несуществующее.